# Vèze
Vèze är en kommun i departementet Cantal i regionen Auvergne-Rhône-Alpes i mitten av Frankrike. Kommunen ligger  i kantonen Allanche som ligger i arrondissementet Saint-Flour. År 2022 hade Vèze 64 invånare.

## Befolkningsutveckling
Antalet invånare i kommunen Vèze
Referens:INSEE